# 1907 en football
Cet article présente les faits marquants de l'année 1907 en football.

## Janvier
- 9 janvier : inauguration du stade d'Ipswich où évolue Ipswich Town FC aujourd'hui : Portman Road.

## Février
- 16 février : à Everton, l'Angleterre bat l'Irlande 1-0.
- 23 février : à Belfast, le pays de Galles bat l'Irlande 3-2.

## Mars
- 2 mars : match inter-ligues à Ibrox Stadium (Glasgow) opposant une sélection du championnat d'Angleterre à une sélection du championnat écossais. Match nul sans but.
- 4 mars : à Wrexham, l'Écosse bat le pays de Galles 1-0.
- 16 mars : à Glasgow, l'Écosse bat l'Irlande 3-0.
- 18 mars : à Fulham, l'Angleterre et le pays de Galles font match nul 1-1.
- 23 mars : fondation à Paris du Comité français interfédéral par Charles Simon.
- 24 mars : inauguration du stade de football et d'athlétisme de Colombes, stade du Matin, qui est un ancien hippodrome reconverti. Cette enceinte servira de base à l'édification du stade olympique de Colombes en 1924.
- 30 mars : le Madrid FC bat le Vizcaya Bilbao 4-1 en finale de la Coupe d'Espagne.

## Avril
- 7 avril : Milan AC champion d’Italie.
- 7 avril : à Newcastle, l'Angleterre et l'Écosse font match nul 1-1.
- 8 avril : le Racing club de France est champion de France USFSA en s'imposant 3-2 en finale au Parc des Princes face au Racing Club de Roubaix.

- le Celtic FC est champion d'Écosse.
- le Newcastle UFC champion d'Angleterre.
- 14 avril : à Anvers, les Pays-Bas s'imposent 3-1 face à la Belgique.
- 20 avril : Sheffield Wednesday remporte la Coupe d’Angleterre face à Everton, 2-1.
- 20 avril : le Celtic FC gagne la Coupe d'Écosse en s'imposant en finale face au Heart of Midlothian FC, 3-0.
- 21 avril : l'équipe de France s'impose à Bruxelles face à la Belgique, 1-2.

## Mai
- 3 mai : fondation du club turc Fenerbahce SK
- 5 mai : à Vienne, l'Autriche bat la Hongrie, 3-1.
- 9 mai : l'Étoile des Deux Lacs remporte la première édition du Trophée de France.

- 9 mai : à Haarlem, la Belgique bat les Pays-Bas 2-1.
- 12 mai : le Servette de Genève est champion de Suisse.
- la Royale Union Saint-Gilloise est championne de Belgique.
- 19 mai : Fribourg champion d'Allemagne.

## Juillet
- 19 juillet : à Winnipeg, Calgary Caledonians bat Winnipeg Brittanias 1-0 lors de la finale de la première édition du People's Shield.
- Le Reforma AC (en), club de la capitale, est sacré champion du Mexique.

## Août
- 15 août : à Buenos Aires, l'Argentine bat l'Uruguay, 2-1.

## Septembre
- 12 septembre : fondation du club espagnol du Real Betis Séville.
- 22 septembre : le Mercantile Ski- og Fotballklubb (no) s'impose en finale de la Coupe de Norvège 3-0 face au Sarpsborg FK.
- 29 septembre : Alumni remporte la 8e édition de la Copa Competencia Chevallier Boutell en dominant en finale le C.U.R.C.C., 3-1.

## Octobre
- 6 octobre : à Montevideo, l'Argentine bat l'Uruguay, 2-1.
- 12 octobre : match inter-ligues à Sunderland opposant une sélection du championnat d'Angleterre à une sélection du championnat irlandais. Les Anglais s'imposent 6-3.
- 18 octobre : création du Racing Club de Lens (club de football français).

## Novembre
- 3 novembre : à Budapest, l'Autriche bat la Hongrie, 4-1.
- 15 novembre : Internacional-SP est champion de l'État de São Paulo (Brésil).

## Naissances
- 4 janvier : Willy Busch, footballeur allemand.
- 22 janvier : Dixie Dean, footballeur anglais. († 1er mars 1980).
- 23 janvier : Jules Monsallier, footballeur français.
- 9 février : Fernand Brunel, footballeur français.
- 15 février : Célestin Delmer, footballeur français.
- 19 février : Joseph Gonzales, footballeur français.
- 14 mars : Georges Meuris, footballeur français.
- 29 mars : Adolphe Touffait, footballeur français.
- 28 avril : Raymond Braine, footballeur belge.
- 17 mai : Álvaro Gestido, footballeur uruguayen.
- 12 juin : Émile Veinante, footballeur français.
- 1er novembre : Edmond Delfour, footballeur français.
- 13 novembre : François Vasse, footballeur français.
- 21 novembre : Ernesto Mascheroni, footballeur uruguayen.
- 22 novembre : Guido Masetti, footballeur italien.
- 27 novembre : Eric Brook, footballeur anglais.
- 30 novembre : Johnny Arnold, footballeur anglais.
- 6 décembre : Giovanni Ferrari, footballeur italien.
- 10 décembre : Lucien Laurent, footballeur français.
- 13 décembre : Marcel Desrousseaux, footballeur français.

## Décès
- 26 février : Charles Alcock, footballeur anglais.
- 8 avril : Tommy Blackstock, footballeur anglais.
- 17 août : Alexander Bonsor, footballeur anglais.
- 9 septembre : Edgar Lubbock, footballeur anglais.
- 25 septembre : Frederick Maddison, footballeur anglais.